# Zwölf Lehnsfürstentümer
Als die Zwölf Lehnsfürstentümer (Shí'èr zhūhóu 十二诸侯) Chinas werden nach der "Chronologischen Tabelle der Zwölf Lehnsfürsten" des Shiji (Shi'er zhuhou nianbiao 十二诸侯年表; engl. The Table by Years of the Twelve Feudal Lords) die folgenden zwölf Staaten bezeichnet:
- Lu 魯
- Qi 齊
- Jin 晉
- Qin 秦
- Chu 楚
- Song 宋
- Wey (= Wei) 卫
- Chen 陳
- Cai 蔡
- Cao 曹
- Zheng 鄭
- Yan 燕

In der chinesischen Geschichtsschreibung wird darunter der Zeitabschnitt von 871 bis 477 v. Chr. verstanden.